# 栄光予備校
栄光予備校（えいこうよびこう）は、2000年度まで千葉県柏市と船橋市に所在していた中規模の大学受験予備校。栄光ゼミナールとは関係がない。大学受験の一般コースのほかに、看護・医療系コースが充実しており、有名講師も多数出講していた。高齢になった元代々木ゼミナール講師が出講することが多く、業界筋では「代ゼミの養老院」というような皮肉も言われていた。